# Mauna Kea
Mauna Kea je neaktivni štitasti vulkan. On je najviši od pet vulkana koji sačinjavaju ostrvo Havaji u američkoj saveznoj državi Havaji.
Visina mu iznosi 4205 m, a od podmorskog podnožja oko 9100 m. Susedni vulkan je Mauna Loa visine 4169 m.
Na havajskom jeziku naziv vulkana znači "Bela planina" što se odnosi na podatak da je vrh vulkana redovno prekriven snegom, iako postoje i teorije da ime vulkana potiče od izraza "Mauna-o-Wakea" što bi značilo "planina božanstva Wakea".
Na vrhu planine izgrađena je opservatorija, pa se zbog povoljnih klimatskih i vremenskih uslova i položaja smatra jednim od najboljih mesta za posmatranje svemira.
Vulkan je zadnji put eruptirao oko 2460. p. n. e. (± 100 godina).

## Literatura
1. ↑  „Summit USGS 1977”. NGS data sheet. U.S. National Geodetic Survey. Приступљено 18. 8. 2010.
2. 1 2 3 4  Мишић, Милан, ур. (2005). Енциклопедија Британика. Л-М. Београд: Политика : Народна књига. стр. 134. ISBN 86-331-2116-6.